# Копа Мерконорте
Копа Мерконорте (на испански: Copa Merconorte) е южноамерикански футболен турнир, провеждан в периода 1998 – 2001 г. В него участват отбори от държавите от северна Южна Америка – Боливия, Колумбия, Еквадор, Перу, Венецуела. От 2000 г. включват и отбори от Коста Рика и Мексико, а от 2001 г. и от САЩ. Заедно с Копа Меркосур турнирът се превръща в наследник на Копа КОНМЕБОЛ. През 2002 г. двата турнира са заменени от Копа Судамерикана.

## Формат
През 1998 и 1999 г. в турнира участват 12 отбора, разделени в тре групи по четири. Мачовете се играят на принципа на размененото гостуване. Първенците в групите и най-добрият отбор, класирал се на второ място играят полуфинали. Те, както и финала също се състоят от два мача. През 1998 г. боливийските отбори играят квалификация за влизане в групите.
През 2000 и 2001 отборите са 16, а групите са четири. За полуфиналите продължават първенците в групите.

## Финали
| Година | Финал                      | Финал                              | Финал                           | Полуфиналисти       | Полуфиналисти         |
| Година | Шампион                    | Резултат                           | Финалист                        | Полуфиналисти       | Полуфиналисти         |
| ------ | -------------------------- | ---------------------------------- | ------------------------------- | ------------------- | --------------------- |
| 1998   | Атлетико Насионал Колумбия | 3:1 1:0 Общ резултат 4:1           | Депортиво Кали Колумбия         | Ел Насионал Еквадор | Мийонариос Колумбия   |
| 1999   | Америка Кали Колумбия      | 1:2 1:0 Общ резултат 2:2 Дузпи 5:3 | Индепендиенте Санта Фе Колумбия | Алианса Лима Перу   | ФК Каракас Венецуела  |
| 2000   | Атлетико Насионал Колумбия | 0:0 2:1 Общ резултат 2:1           | Мийонариос Колумбия             | Елемек Еквадор      | Чивас Мексико         |
| 2001   | Мийонариос Колумбия        | 1:1 Общ резултат 2:2 Дузпи 3:1     | Елемек Еквадор                  | Некакса Мексико     | Сантос Лагуна Мексико |

## Титли по отбор
- 2 –  Атлетико Насионал
- 1 –  Америка Кали,  Мийонариос

## Титли по държава
- 4 –  Колумбия

## Голмайстори
| Година | Играч                                                                         | Отбор                                                        | Голове |
| ------ | ----------------------------------------------------------------------------- | ------------------------------------------------------------ | ------ |
| 1998   | Ектор Фери Нейдер Морантес Рафаел Кастелин Ектор Уртадо Карлос Алберто Хуарес | Ел Насионал Атлетико Насионал ФК Каракас Америка Кали Елемек | 4      |
| 1999   | Хуан Гарсия                                                                   | ФК Каракас                                                   | 6      |
| 2000   | Леон Дарио Муньос                                                             | Атлетико Насионал                                            | 6      |
| 2001   | Отилино Тенорио                                                               | Емелек                                                       | 7      |